# Hierbamala
La Hierbamala è un gruppo reggae/rocksteady/patchanka italiano. La band è in attività dal 1998.

## Il gruppo
Hierbamala nasce nell'estate del 1998, continuazione di una precedente esperienza, il Clan de Gajet, del 1994. Ispiratore della band è Pindi (Carlo Premdhyan Sandrin), già front man dei Running Stream, gruppo d'èlite del nuovo rock psichedelico della seconda metà degli anni '80 con due album all'attivo e un ottimo successo di critica.

### La prima fase: 1998-2008
In questo periodo Hierbamala registra due album e un singolo, partecipa a diversi eventi, concerti, e modifica più volte la formazione. Hierbamala suona dal vivo con Bassistinti, Vallanzaska, Harddiskaunt, Stiliti, Ganjamama, ChopChop Band, KrikkaReggae, Rufus Rafcat, NudaFolla, Monza Inna da Yard, Skastory, Ganja Cookies Sound System, Mama Alma, Jamaica Red Stripes, Risin Family e altre bande ska e reggae del circuito.
La Hierbamala è stato il primo gruppo a usufruire in modo originale dell'allora nuova tecnologia dell'MP3
via bluethoot. In occasione di un loro concerto tenutosi il 18 giugno del 2007 a Varano Borghi, in provincia di Varese, un cartello informava che chi avesse avuto il dispositivo Bluetooth acceso avrebbe ricevuto in regalo il nuovo singolo del gruppo in formato MP3, "Vendifumo".
Dopo il successo del singolo "Vendi Fumo" del 2004 e il successivo album "Magia", Hierbamala sale sul palco della più importante manifestazione reggae europea, il Rototom Sunsplash.
Nel settembre del 2008 la band si scioglie per quasi tre anni.

### La seconda fase: dal 2011 al 2015
Nel luglio del 2011 la Hierbamala si riunisce, cambiando tre musicisti. Rimangono le due colonne della formazione storica, Carlo PD Sandrin e Hierba Levi Papa Tambo, nonché Hierba Alba, subentrato alla batteria nel 2001. Riprendono i concerti, con un ottimo riscontro del pubblico. Nel 2014 esce il nuovo disco autoprodotto, Hic Sunt Leones.  Il disco riceve un'accoglienza calorosa e ottime recensioni. Segue quindi una lunga serie di concerti su palchi di ogni dimensione, dai locali di provincia a vari festival all'aperto. Alla band si unisce una sezione di fiati composta da Biagio "Biagione" Giudici al trombone e Matt Price alla tromba.

### Dal 2015 ad oggi
Il 2015 è ancora una volta un anno di cambiamenti importanti: lo storico fonico del gruppo Marco "Hierba kiri" Chierichetti rinuncia al suo incarico, e il suo posto viene preso da Alberto "Albion" Taverna, ma soprattutto Hierba Teo e Hierba Ale lasciano la band. Prendono il loro posto due nuovi membri, Davide "Ska" Scaffetti alla chitarra e ai cori e Riccardo "Rigo" Bert alle tastiere, che portano grande entusiasmo e nuove energie nel gruppo. Viene aggiunta anche una sezione di cori femminili, composta dalle Hierbasisters, Elisa Luzardi e Daniela Fio.
La Hierba attualmente sta realizzando il nuovo progetto OmniaSuntCommunia che vuole coinvolgere diversi piani di comunicazione lavorando in video dallo hierbabunker.

## Formazione

### Formazione attuale
- Hierba Pindi - Carlo Sandrin chitarra e voce (1998-oggi)
- Hierba Luz - Elisa Luzardi  voce (2015-oggi)
- Hierba Fio - Daniela Fio  voce (2015-oggi)
- Hierba Levi Papa Tambo - Alessandro Tamborini percussioni (1998-oggi)
- Hierba Fede - Federico Pacelli batteria (2023)
- Hierba Feibb - Fabio Formenti basso e voce (2011-oggi)
- Hierba Prof - Marco Mazzocchi chitarre e voce (2018-oggi)
- Hierba John - Alessandro Zanella tastiere (2023)

### Ex componenti
- Kris Duballeri chitarra solo e voce (1998-2001)
- Max Massi batteria (1998-1999)
- Fabrizio El Tigros Arbore tastiere e back vocals (1998-2008)
- Fabio Abhivan Ottaviano basso (1998-2004)
- Marco Gnocchi batteria (2000-2001)
- Silvia Cogo back vocals (2002-2004)
- Ada Tattini  back vocals (2002-2004)
- Francesco Cetzko Marchese basso (2004-2008)
- Hierba Teo - Matteo Panarese chitarre e voce (2011-2015)
- Hierba Ale - Alex Turconi tastiere e voce (2011-2015)
- Hierba Skaf Davide Scaffetti tastiere (2015-2023)
- Hierba Alba - Fabrizio Albanese batteria (2001-2023)

### Timeline componenti

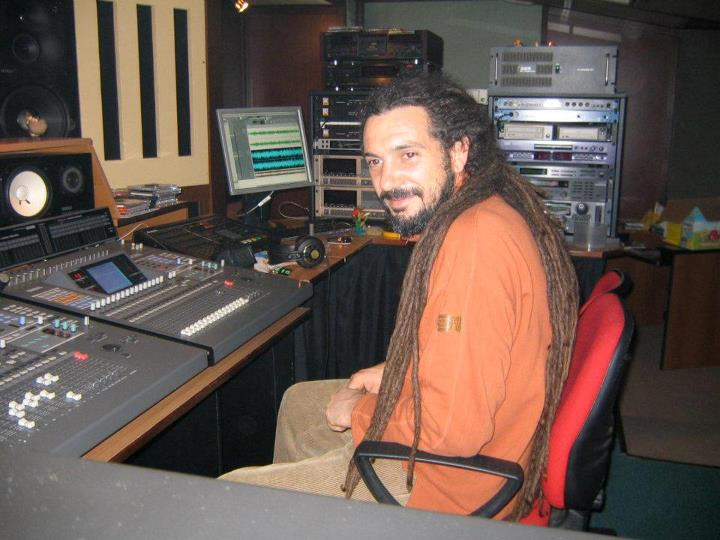
Tambo in studio nel 1999

## Discografia
La Hierbamala ha registrato ad oggi tre album e un singolo
- Ora d'Aria a Babylon (2000)[5]
- Vendi Fumo (2004, singolo)
- Magia (2007)[6]
- Hic Sunt Leones (2014)

### Ora d'aria a Babylon
Nell'estate del 2000 la Hierbamala registra il suo primo album, a Varese nello studio di Joe Pasquetti. 
- La formazione con la quale viene inciso l'album vede:

Carlo PD Sandrin voce e chitarra ritmica,
Kris Dubalieri chitarra solo e back vocals,
Hierba Levi Papa Tambo percussioni e back vocals,
Max Massi batteria,
Fabio Ottaviano basso,
Fabrizio Tigros Arbore tastiere e back vocals
Tracklist
- 1. La Ronda
- 2. Ora d'aria a Babylon
- 3. Fango e Gajet
- 4. Santa Maria
- 5. Shakallà
- 6. Amore Dentro
- 7. La Mia Terra
- 8. Guida Galattica
- 9. Strada Maestra
- 10.Sole

### Vendi Fumo
Nel 2004 presso lo studio Il Kantiere di Verbania, Hierbamala registra un brano per farne un singolo da radio. È "Vendi Fumo",  pezzo che funziona e che per quasi un anno viene suonato ogni mattina nel programma satirico di Radio Popolare Network "Sansone l'arruffapopoli", e nella trasmissione-cult di Rai Radio 2 "Caterpillar".
La formazione con la quale il gruppo incide il singolo è la stessa che porterà al successivo album nel 2007.
In questo periodo si colloca la collaborazione con Giulio Rizzi, Dj, Vj e speaker radiofonico che produce il video radio edit di Vendi Fumo.

### Magia

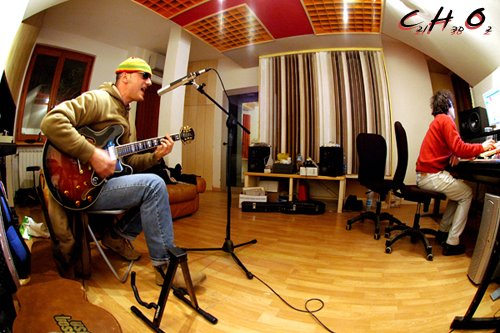
Hierba Pindi in studio durante le registrazioni di Magia

Sulla scia del singolo "Vendi Fumo" il gruppo incide altri tre pezzi destinati a un EP, nello studio Sauna di Varano Borghi. Ma dopo una lunga gestazione, nel 2007 esce invece un album completo, "Magia".
- La formazione con la quale la Hierbamala incide il singolo nel 2004 e l'album nel 2007 vede dei cambiamenti:

Fabrizio Alba Albanese, batteria 
Francesco Cetzko Marchese, basso 
e l'ingresso del fonico Marco Kiri Chierichetti
Tracklist
- 1. Clan de Gajet
- 2. Andando Via
- 3. Vendi Fumo
- 4. Senza Kaya
- 5. Mora
- 6. L'Amerika
- 7. No Go Shelta
- 8. Anima in Pena
- 9. Magia
- 10.No Fun
- 11.Redemption Song

### Hic Sunt Leones
Nell'estate del 2012, la Hierbamala inizia a incidere a Mergozzo, negli studi dello storico fonico Hierba Kiri, il terzo album in studio. Le registrazioni durano circa un anno e mezzo. La grafica del disco è opera dell'artista Simone Berrini, amico e fan del gruppo.
La formazione che registra Hic Sunt Leones è composta da Hierba Pindi, Hierba Tambo, Hierba Alba, Hierba Feibb, Hierba Teo e Hierba Ale, con la partecipazione speciale di una sezione di fiati composta da Biagio "Biagione" Giudici al trombone, Matt Price alla tromba e Federico pessina al sax.
Tracklist
- 1.  Intro
- 2.  Lion de Juda
- 3.  Babylon
- 4.  Cilo Cilo
- 5.  Amai amai
- 6.  Canapa italica
- 7.  Animanimale
- 8.  Tu m'attrai
- 9.  La sina
- 10. Aienai
- 11. La ronda
- 12. Ritmica ipnotica
- 13. Canapa dub (Albion rmx)